# 普里特瓦爾卡河

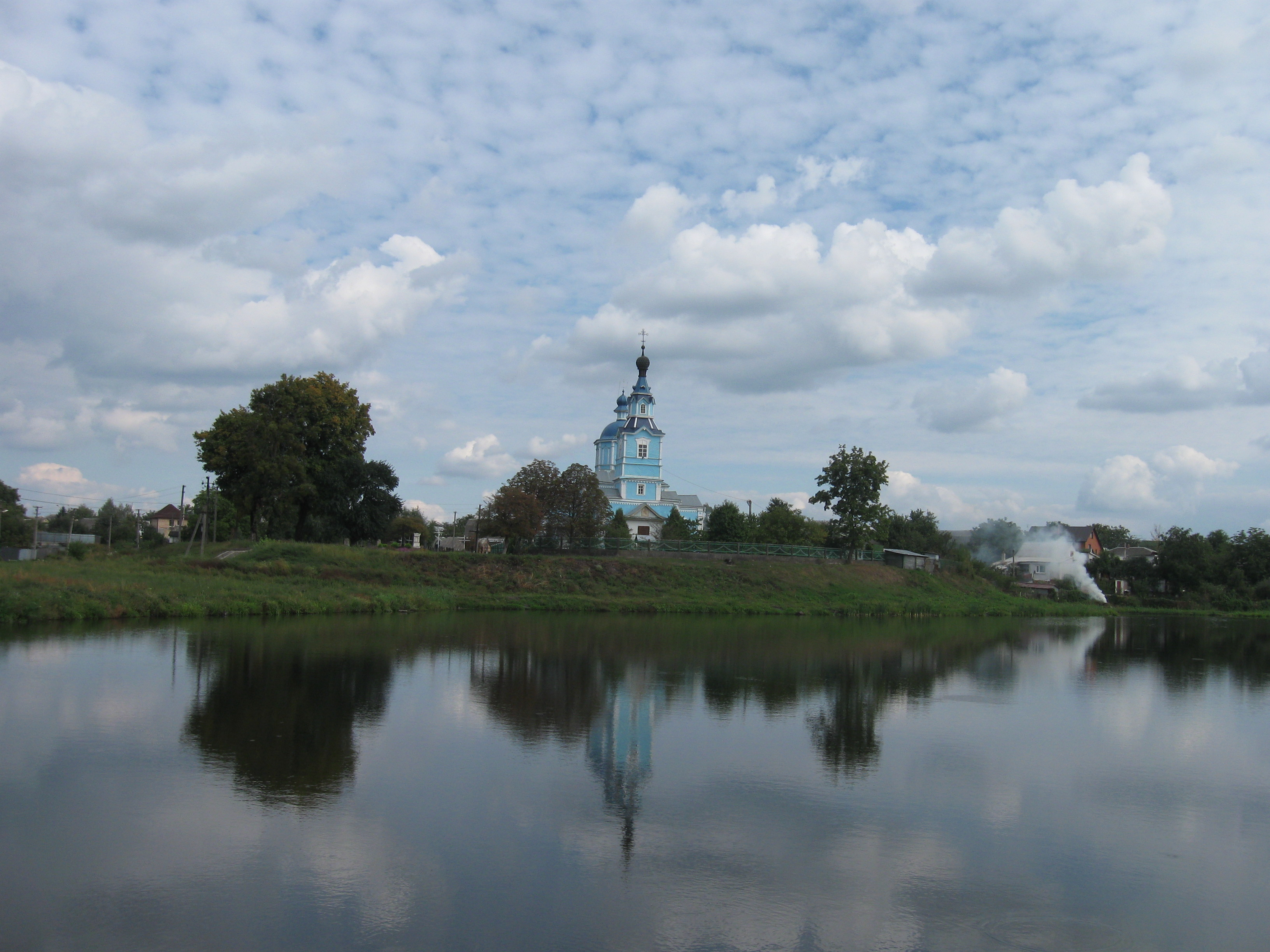

普里特瓦爾卡河（烏克蘭語：Притварка），是烏克蘭北部的河流，屬於博布里齊亞河的右支流。該河發源自博亞爾卡，流經基輔州的布查區，河道全長10公里。